# Struga (dopływ Wkry)
Struga (Wisiołka) – struga dorzecza Narwi, lewy dopływ Wkry, o długości 17,39 km. Przepływa obok miejscowości Smętne, Kuskowo-Glinki, Kuskowo-Bzury, a po minięciu wsi Kuskowo Kmiece wpada do Wkry.